# Diadromus erythrostomus
Diadromus erythrostomus är en stekelart som först beskrevs av Cameron 1908.  Diadromus erythrostomus ingår i släktet Diadromus och familjen brokparasitsteklar. Inga underarter finns listade i Catalogue of Life.